# Jüdischer Friedhof Am Knottenberg
Der Jüdische Friedhof am Knottenberg war ein jüdischer Friedhof der damals selbstständigen Stadt Steele, einem heutigen Stadtteil von Essen. 

## Geschichte
Der Begräbnisplatz am Knottenberg ist der ältere der beiden jüdischen Friedhöfe in Steele. Nachfolger ist der Jüdische Friedhof Hiltrops Kamp. 
Die Lage des vom 17. bis ins 19. Jahrhundert belegten Begräbnisplatzes am Knottenberg ist heute nicht mehr ersichtlich. In diesem Bereich befinden sich heute ein Kinderspielplatz und Wohnbebauung ohne Hinweis auf den ehemaligen Friedhof.